# Perijátapaculo

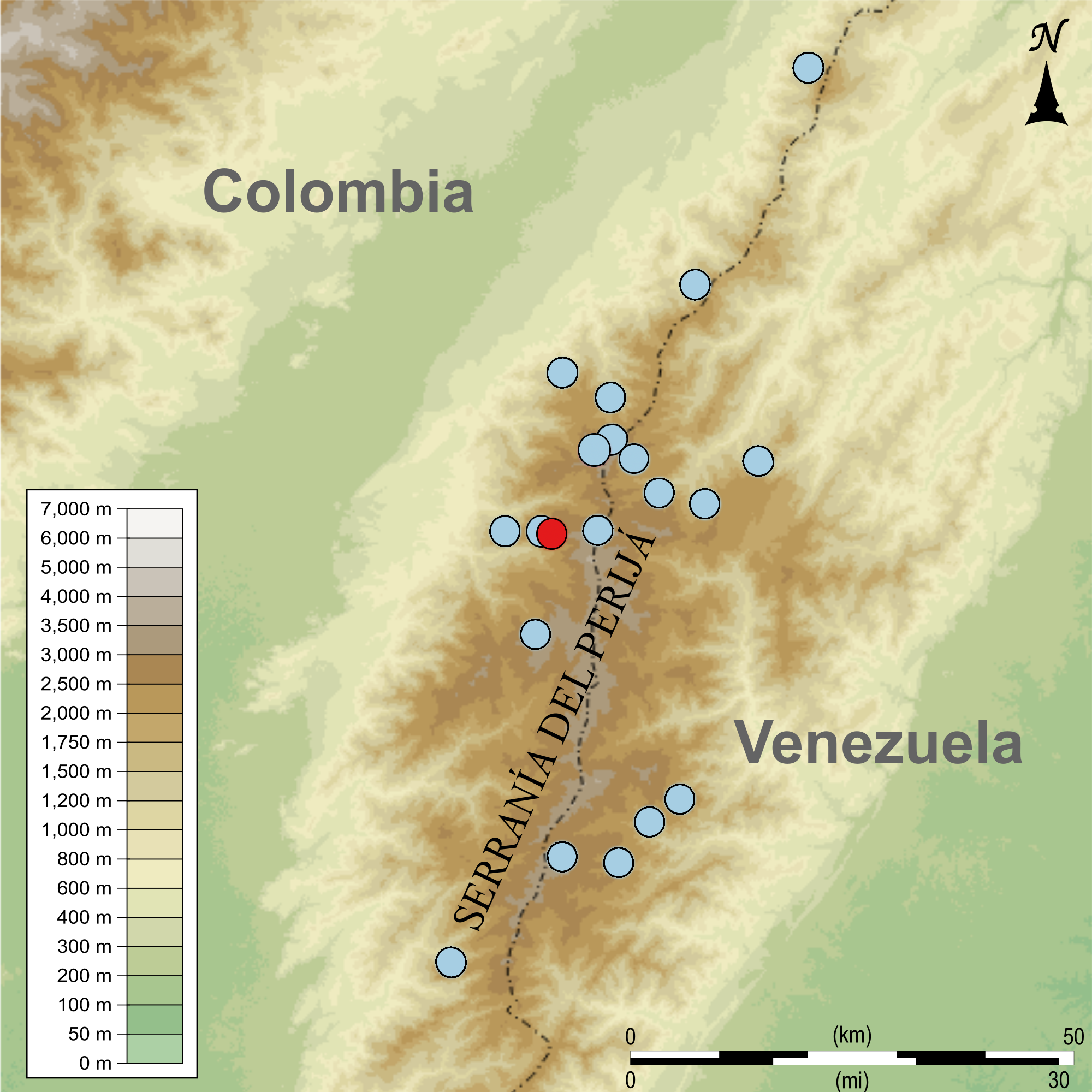
Nachweise des Perijátapaculos:
Fangort des Typusexemplars
Weitere Nachweise von Exemplaren

Der Perijátapaculo (Scytalopus perijanus) zählt innerhalb der Familie der Bürzelstelzer (Rhinocryptidae) zur Gattung Scytalopus.
Die Art wurde 2015 erstmals beschrieben, sie wurde früher als konspezifisch mit dem Méridatapaculo (Scytalopus meridanus) angesehen.
Die Art ist endemisch in der Sierra de Perijá, einem Gebirgszug auf der Grenze zwischen Kolumbien und Venezuela, teilweise in der Reserva Natural de las Aves Chamicero del Perijá und im Parque Nacional Sierra de Perijá.
Das Verbreitungsgebiet umfasst Unterholz im tropischen oder subtropischen feuchten Bergwald, Waldränder im Wolken- und Nebelwald, Elfenwald und Buschland im Páramo zwischen 1600, meist zwischen 2500 und 3000 bis 3225 m Höhe. Die Art ist hier einziger Vertreter der Tapaculos.
Das Artepitheton bezieht sich auf das Verbreitungsgebiet.

## Merkmale
Der Vogel ist 11 bis 12 cm groß und wiegt zwischen 16 und 21 g. Er ist ziemlich blassgrau, der Schwanz ist mit 40 mm relativ lang. Das Männchen ist auf der Oberseite hauptsächlich dunkelgrau mit braunem Nackenfleck. Kinn und Brust sind etwas blasser grau als der Kopf, die Flanken dunkler, Schwanz und Flugfedern sehr dunkelbraun. Beim Weibchen ist der Nackenfleck ausgeprägter, die Brust blasser. Jungvögel sind auf der Unterseite noch heller, der Nackenfleck undeutlicher.
Die Art ist monotypisch.

## Stimme
Der Gesang wird als schnell sprudelndes Triller „churr“ mit einer Geschwindigkeit von unter 1/s und alle 4 bis 8 s wiederholt beschrieben.

## Lebensweise
Die Nahrung besteht aus Insekten, die meist einzeln auf dem Erdboden oder im dichten Dickicht bis 1 m Höhe gesucht werden.
Über die Brutzeit ist nichts Genaues bekannt.

## Gefährdungssituation
Der Bestand gilt als gefährdet (Vulnerable).